# New York Film Critics Circle Award alla miglior attrice protagonista
Il New York Film Critics Circle Award alla miglior attrice protagonista (New York Film Critics Circle Award for Best Actress) è un premio assegnato annualmente dal 1935 dai membri del New York Film Critics Circle alla migliore interprete femminile protagonista di un film distribuito negli Stati Uniti nel corso dell'anno.

## Albo d'oro

### Anni 1930
- 1935: Greta Garbo - Anna Karenina
- 1936: Luise Rainer - Il paradiso delle fanciulle (The Great Ziegfeld)
- 1937: Greta Garbo – Margherita Gauthier (Camille)
- 1938: Margaret Sullavan - Tre camerati (Three Comrades)
- 1939: Vivien Leigh - Via col vento (Gone with the Wind)

### Anni 1940
- 1940: Katharine Hepburn - Scandalo a Filadelfia (The Philadelphia Story)
- 1941: Joan Fontaine - Il sospetto (Suspicion)
- 1942: Agnes Moorehead - L'orgoglio degli Amberson (The Magnificent Ambersons)
- 1943: Ida Lupino - The Hard Way
- 1944: Tallulah Bankhead - Prigionieri dell'oceano (Lifeboat)
- 1945: Ingrid Bergman - Io ti salverò (Spellbound) e Le campane di Santa Maria (The Bells of St. Mary's)
- 1946: Celia Johnson - Breve incontro (Brief Encounter)
- 1947: Deborah Kerr - Narciso nero (Black Narcissus) ed Agente nemico (I See a Dark Stranger)
- 1948: Olivia de Havilland - La fossa dei serpenti (The Snake Pit)
- 1949: Olivia de Havilland - L'ereditiera (The Heiress)

### Anni 1950
- 1950: Bette Davis - Eva contro Eva (All About Eve)
- 1951: Vivien Leigh - Un tram che si chiama Desiderio (A Streetcar named Desire)
- 1952: Shirley Booth - Torna, piccola Sheba (Come Back, Little Sheba)
- 1953: Audrey Hepburn - Vacanze romane (Roman Holiday)
- 1954: Grace Kelly - La finestra sul cortile (Rear Window), La ragazza di campagna (The Country Girl) ed Il delitto perfetto (Dial M for Murder)
- 1955: Anna Magnani - La rosa tatuata (The Rose Tattoo)
- 1956: Ingrid Bergman - Anastasia
- 1957: Deborah Kerr - L'anima e la carne (Heaven Knows, Mr. Allison)
- 1958: Susan Hayward - Non voglio morire (I Want to Live!)
- 1959: Audrey Hepburn - La storia di una monaca (The Nun's Story)

### Anni 1960
- 1960: Deborah Kerr - I nomadi (The Sundowners)
- 1961: Sophia Loren - La ciociara
- 1962: cerimonia annullata
- 1963: Patricia Neal - Hud il selvaggio (Hud)
- 1964: Kim Stanley - Ventimila sterline per Amanda (Séance on a Wet Afternoon)
- 1965: Julie Christie - Darling
- 1966:
  - Lynn Redgrave - Georgy, svegliati (Georgy Girl)
  - Elizabeth Taylor - Chi ha paura di Virginia Woolf? (Who's Afraid of Virginia Woolf?)
- 1967: Edith Evans - Bisbigli (The Whisperers)
- 1968: Joanne Woodward - La prima volta di Jennifer (Rachel, Rachel)
- 1969: Jane Fonda - Non si uccidono così anche i cavalli? (They Shoot Horses, Don't They?)

### Anni 1970
- 1970: Glenda Jackson - Donne in amore (Women in Love)
- 1971: Jane Fonda - Una squillo per l'ispettore Klute (Klute)
- 1972: Liv Ullmann - Sussurri e grida (Viskningar och rop) e Karl e Kristina (Utvandrarna)
- 1973: Joanne Woodward - Summer Wishes, Winter Dreams
- 1974: Liv Ullmann - Scene da un matrimonio (Scener ur ett äktenskap)
- 1975: Isabelle Adjani - Adele H. - Una storia d'amore (L'histoire d'Adèle H.)
- 1976: Liv Ullmann - L'immagine allo specchio (Ansikte mot ansikte)
- 1977: Diane Keaton - Io e Annie (Annie Hall)
- 1978: Ingrid Bergman - Sinfonia d'autunno (Höstsonaten)
- 1979: Sally Field - Norma Rae

### Anni 1980
- 1980: Sissy Spacek - La ragazza di Nashville (Coal Miner's Daughter)
- 1981: Glenda Jackson - Stevie
- 1982: Meryl Streep - La scelta di Sophie (Sophie's Choice)
- 1983: Shirley MacLaine - Voglia di tenerezza (Terms of Endearment)
- 1984: Peggy Ashcroft - Passaggio in India (A Passage to India)
- 1985: Norma Aleandro - La storia ufficiale (La historia oficial)
- 1986: Sissy Spacek - Crimini del cuore (Crimes of the Heart)
- 1987: Holly Hunter - Dentro la notizia - Broadcast News (Broadcast News)
- 1988: Meryl Streep - Un grido nella notte (Evil Angels)
- 1989: Michelle Pfeiffer - I favolosi Baker (The Fabulous Baker Boys)

### Anni 1990
- 1990: Joanne Woodward - Mr. & Mrs. Bridge
- 1991: Jodie Foster - Il silenzio degli innocenti (The Silence of the Lambs)
- 1992: Emma Thompson - Casa Howard (Howards End)
- 1993: Holly Hunter - Lezioni di piano (The Piano)
- 1994: Linda Fiorentino - L'ultima seduzione (The Last Seduction)
- 1995: Jennifer Jason Leigh - Georgia
- 1996: Emily Watson - Le onde del destino (Breaking the Waves)
- 1997: Julie Christie - Afterglow
- 1998: Cameron Diaz - Tutti pazzi per Mary (There's Something About Mary)
- 1999: Hilary Swank - Boys Don't Cry

### Anni 2000
- 2000: Laura Linney - Conta su di me (You Can Count on Me)
- 2001: Sissy Spacek - In the Bedroom
- 2002: Diane Lane - L'amore infedele - Unfaithful (Unfaithful)
- 2003: Hope Davis - American Splendor e The Secret Lives of Dentists
- 2004: Imelda Staunton - Il segreto di Vera Drake (Vera Drake)
- 2005: Reese Witherspoon - Quando l'amore brucia l'anima - Walk the Line (Walk the Line)
- 2006: Helen Mirren - The Queen - La regina (The Queen)
- 2007: Julie Christie - Away from Her - Lontano da lei (Away from Her)
- 2008: Sally Hawkins - La felicità porta fortuna - Happy Go Lucky (Happy-Go-Lucky)
- 2009: Meryl Streep - Julie & Julia

### Anni 2010
- 2010: Annette Bening - I ragazzi stanno bene (The Kids Are All Right)
- 2011: Meryl Streep - The Iron Lady
- 2012: Rachel Weisz - Il profondo mare azzurro (The Deep Blue Sea)
- 2013: Cate Blanchett - Blue Jasmine
- 2014: Marion Cotillard - C'era una volta a New York (The Immigrant) e Due giorni, una notte (Deux jours, une nuit)
- 2015: Saoirse Ronan - Brooklyn
- 2016: Isabelle Huppert - Le cose che verranno (L'Avenir) ed Elle
- 2017: Saoirse Ronan - Lady Bird
- 2018: Regina Hall - Support the Girls
- 2019: Lupita Nyong'o - Noi (Us)

### Anni 2020
- 2020: Sidney Flanigan - Mai raramente a volte sempre (Never Rarely Sometimes Always)
- 2021: Lady Gaga - House of Gucci[2]
- 2022: Cate Blanchett - Tár[3]
- 2023: Lily Gladstone - Killers of the Flower Moon[4]
- 2024: Marianne Jean-Baptiste – Hard Truths [5]